# Ketil Teisen
Ketil Teisen (født 1966) er cand. phil. i film- og medievidenskab og har medvirket i en række børneunderholdningsprogrammer i både radio og tv, bøger og musik, heriblandt Naturpatruljen (med Martin Keller og Sebastian Klein) og Martin og Ketil – verden for begyndere (med Martin Keller).
Teisen arbejder med film som instruktør, fotograf og klipper i sit firma Ketilstadir. Han har bl.a. lavet filmserien Port Hundested. Han publicerer sine film på Vimeo og YouTube. Han laver primært dokumentarfilm.

## Privatliv
I 2007 blev hans forældre dræbt ombord på deres motorbåd af den 26-årige Lars Kjærsgaard, der var ombord for at besigtige den med henblik på at købe den. Manden stak dem med i alt 20 stik og kastede dem overbord. Året efter blev manden dømt til tidsubestemt behandling.